# Amblypodia annulata
Amblypodia annulata är en fjärilsart som beskrevs av Felder 1860. Amblypodia annulata ingår i släktet Amblypodia och familjen juvelvingar. Inga underarter finns listade i Catalogue of Life.